# Resolució 388 del Consell de Seguretat de les Nacions Unides
La Resolució 388 del Consell de Seguretat de l'ONU, aprovada per unanimitat el 6 d'abril de 1976, va reafirmar les resolucions anteriors sobre el tema, inclosa la conclusió que la situació a Rhodèsia constitueix una amenaça per a la pau i la seguretat internacionals. El consell va decidir ampliar el seu règim de sancions per incloure;
(a) Totes les mercaderies o productes exportats des de la República de Rhodèsia després de la data de la present resolució en contravenció de la resolució 253 del Consell de Seguretat de les Nacions Unides (1968), que saben o tenen causes raonables per creure haver estat així exportats;
(b) Qualsevol producte que cregui o tingui raons raonables per creure que estan destinades a la importació a Rhodèsia del Sud després de la data de la present resolució en contravenció de la resolució 253 (1968);
(c) Productes bàsics o altres béns a Rhodèsia del Sud, en contra de la Resolució 253 del Consell de Seguretat de les Nacions Unides (1968);
La resolució va decidir que tots els Estats membres prenguessin mesures per assegurar que els noms comercials i els contractes de franquícia originats en els seus territoris no s'utilitzessin per beneficiar Rhodèsia i va instar els estats que no eren membres de l'ONU a actuar de conformitat amb el que disposa aquesta resolució.